# Heinrich Droz
Heinrich Droz (* 7. Mai 1890 in Zürich; † 23. Oktober 1958 ebenda) war ein Schweizer Lehrer und Redaktor.

## Leben und Werk

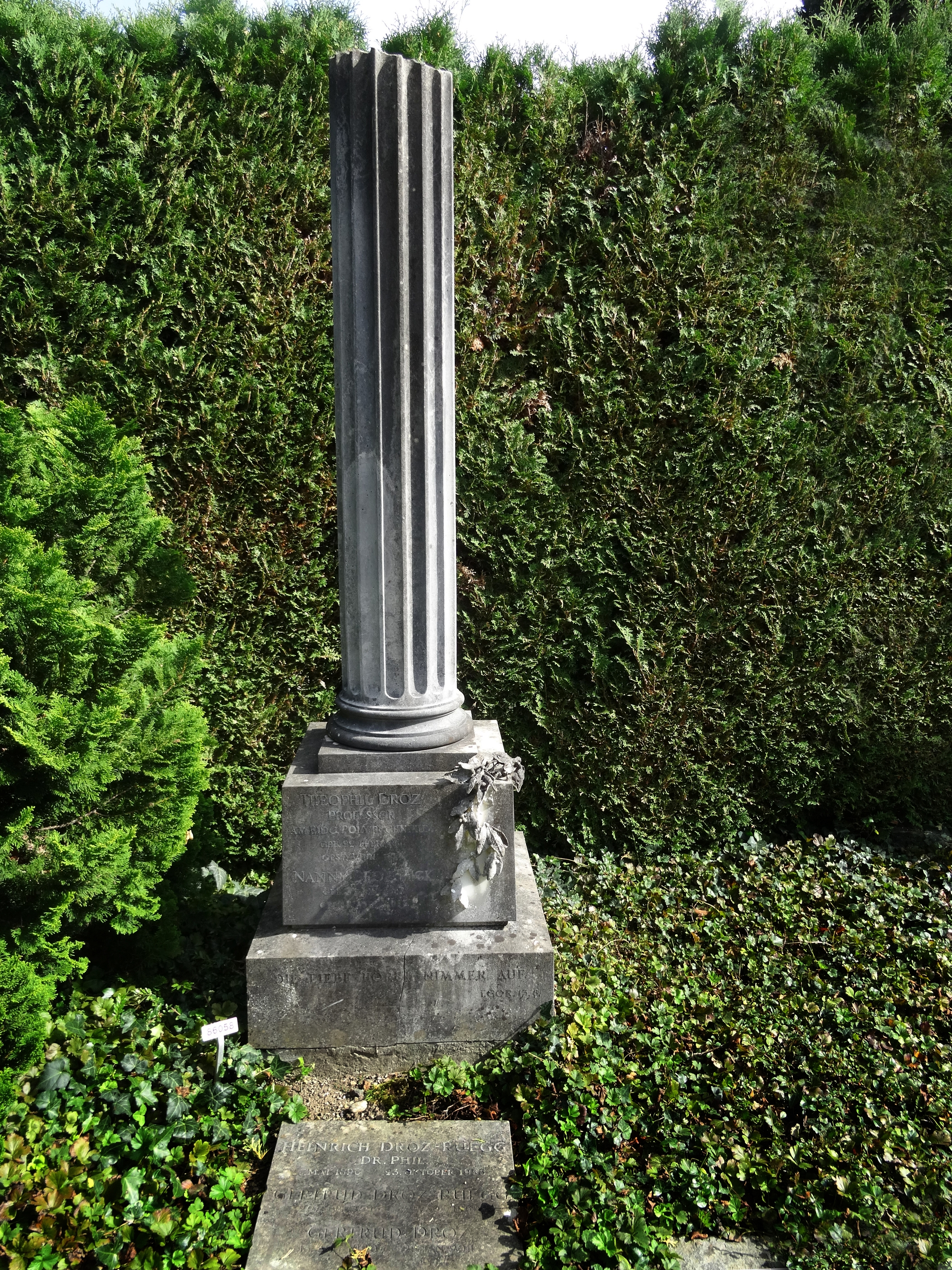
Grab, Friedhof Rehalp, Zürich

Heinrich Droz war ein Sohn von Anna Marg. Elise genannt Nanny, geborene Fick (1854–1925), und dem aus Tramalan stammenden Théophil Droz (geb. 22. Februar 1844; gest. 8. Juni 1897). Dieser war von 1881 bis zu seinem frühen Tod 1897 Ordinarius für französische Literatur an der ETH Zürich.
Heinrich Droz studierte nach der Matura in Zürich und Heidelberg Geschichte. Schon als 22-Jähriger unterrichtete er an privaten, städtischen und kantonalen Mittelschulen.
Von 1919 bis Ende 1947 war er Redaktor der NZZ. Anschliessend widmete er sich als Mitglied verschiedensten Kunst- und Wissenschaftskommissionen, insbesondere in der Fürsorge.
Von seinem Vorgänger Hans Rudolf Schmid (1902–1992), übernahm er 1949 die Redaktion des Fachblatt für schweizerisches Anstaltswesen. 1955 trat er aus der Redaktion aus. Der Präsident des Vereins (VSA) war der Agronom und Leiter des Landheims Erlenhof in Reinach, Ernst Müller (1904–1990).
Heinrich Droz war mit Gertrud, geborene Rüegg (geb. 29. April 1895; gest. 29. November 1969), verheiratet. Zusammen mit ihrer gemeinsamen Tochter Gertrud (geb. 13. August 1920; gest. 29. Januar 2011) lebten sie an der Eleonorenstrasse 16 in Zürich.
Seine letzte Ruhestätte fand er auf dem Zürcher Friedhof Rehalp.